# Sobral (Brasil)
Sobral es una ciudad en el norte del estado de Ceará, en Brasil.
Cuenta con 208 935 habitantes teniendo una densidad de 98,4 hab/km².